# Artefakt (Diagnostik)

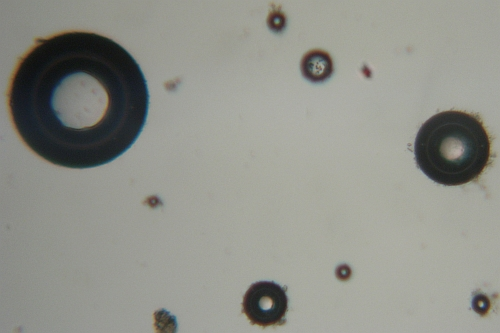
Artefakt: Luftblasen bei einer mikroskopischen Kotuntersuchung

Artefakt nennt man in der Diagnostik einen scheinbaren, tatsächlich jedoch unbeabsichtigt künstlich herbeigeführten Kausalzusammenhang, zum Beispiel durch Fehler bei der Datenerhebung, -auswertung, -dokumentation oder -interpretation.
Artefakte sind durch menschliche oder technische Einwirkung entstandene Produkte oder Phänomene. Sie sind wissenschaftlich wertlos, weil sie nichts über den eigentlichen Untersuchungsgegenstand aussagen, sondern lediglich eine diagnostische Fehlerquelle darstellen.

## Beispiele
In der Histologie sind Artefakte Merkmale in einem mikroskopischen Präparat, die ursächlich auf die Präparationsmethode zurückzuführen sind, also die erst durch Einfrieren, Trocknen, Fixieren, Färben oder Schneiden entstanden sind und somit natürlicherweise nicht vorhanden waren.
In der bildgebenden Diagnostik versteht man darunter technisch bedingte Strukturen, die sich dem Bild überlagern wie beispielsweise Ringartefakte oder Aufhärtungsartefakte.
In der Anatomie bzw. Pathologie die „Lippen“ der Ileozäkalklappe, die erst nach dem Tod in Erscheinung treten, beim lebenden Individuum jedoch nicht auftreten.
In der Forensik die in der Zeit zwischen Verbrechen und Spurensicherung am Tatort (meist versehentlich) hinterlassenen Spuren, die die Arbeit der Spurensicherung erschweren bzw. deren Ergebnisse verfälschen.
Ebenfalls in der Forensik Verunreinigungen von Untersuchungsmitteln z. B. beim Phantom von Heilbronn.
In der Statistik kennt man Artefakte wie das Simpson-Paradoxon oder das Will-Rogers-Phänomen.